# Iwan Malutin
Iwan Mitrofanowicz Malutin (ros. Иван Митрофанович Малютин, ur. 1899 w Jekaterynosławiu, zm. 10 maja 1970 w Dniepropietrowsku) – polityk Ukraińskiej SRR.

## Życiorys
Był członkiem RKP(b)/WKP(b). W 1936 był przewodniczącym komitetu wykonawczego dżurynskiej rady rejonowej (obwód winnicki), a 1937-1938 p.o. przewodniczącym Komitetu Wykonawczego Winnickiej Rady Obwodowej. W 1923 został odznaczony Orderem Czerwonego Sztandaru.